# Landing Sané
Landing Sané (Ermont, Val-d'Oise, Francia, 19 de octubre de 1990), es un jugador de baloncesto francés. Actualmente es jugador del Orléans Loiret Basket de la Pro A francesa.

## Carrera profesional
Es un ala-pívot formado en Paris-Levallois Basket, en el que jugó durante 7 temporadas, salvo una temporada en la que estuvo cedido en las filas del Hyères-Toulon Var Basket.
El 29 de septiembre de 2017, Sané firmó un contrato de tres meses con Pallacanestro Reggiana. El 3 de enero de 2018, se separó de Reggiana después de promediar 5.4 puntos y 3.6 rebotes en ocho partidos en la  LBA.
El mismo día, firmó un contrato de dos meses con Morabanc Andorra de la Liga Endesa.